# Handmehr
Unter Handmehr oder offenem Handmehr versteht man in der Schweiz die durch erhobene Hände bezeugte Stimmenmehrheit, die eine Abstimmung oder Wahl entscheidet. Bei Gemeindeversammlungen sowie an Landsgemeinden ist es bei Sachgeschäften noch immer das übliche Verfahren. Auch in Vereinen ist das Handmehr das übliche Abstimmungsverfahren.
Das offene Handmehr wurde inzwischen in vielen Fällen durch die Urnenabstimmung abgelöst. Grundsätzlich wurden, sowieso bei den kleinen Landsgemeinden, für Wahlen stattdessen Stimmzettel verteilt und wieder eingesammelt. Per Handmehr wurde in der Politik schon lange und wird auch heute meist nur in Sachgeschäften entschieden. Ausgenommen hiervon sind die jährliche Regierungswahl im Kanton Appenzell Innerrhoden sowie die Wahl der Richter im Kanton Glarus, die an den jeweiligen Landsgemeinden stattfinden. Farbige Stimmausweise werden zum Zutritt in den Ring benötigt, bei der Abstimmung von den Stimmberechtigten hochgehalten und je nach Versammlungsart gezählt. Bis in die jüngere Vergangenheit gab es auch offene Wahl an den Bündner Kreis-Landsgemeinden, deren letzte 2016 aufgehoben wurden.
Im Kanton Basel-Landschaft war zwar die Form der geschlossenen Versammlung bei Gemeindewahlen bis 1896 und bei Landratswahlen bis 1919 vorgeschrieben, jedoch waren die Wahlgeschäfte dann geheim.
Das Handmehr war vielerorts und ist in kleineren Einheiten noch verbreitet ein übliches Verfahren der direkten Demokratie. Der Abbau erfolgte auch wegen einiger Nachteile: Während früher an der Landsgemeinde das gesamte Leben in einem Kanton stillstand, und zum Beispiel im Kanton Appenzell Ausserrhoden traditionell der gesamte Kanton zu Fuss zur Landsgemeinde unterwegs war, sind in der heutigen Zeit mehrere Berufsgruppen auch am Tag der Landsgemeinde berufstätig und können unter Umständen nicht an der Landsgemeinde teilnehmen. Im Ring gibt es zudem keine geheime Abstimmung, man weiss also, was der Nachbar stimmt, was das Stimmverhalten gegenseitig beeinflusst. Auch ist keine nachträgliche Kontrolle des Resultates möglich. Dazu käme, dass das Verfahren der Auszählung jeder Stimme anfälliger für Fehler würde, je grösser die Personengruppe ist. Bei der grössten jährlich durchgeführten Landsgemeinde, derjenigen des Kantons Glarus, nimmt die Regierung bei Geschäften, bei welchen das Mehr nicht ausreichend feststellbar ist, tendenziell an, dass gegen sie entschieden wurde. Es gibt darum im Kanton Glarus nur von der Regierung vorgelegte Sachgeschäfte, welche mit deutlichem Mehr angenommen wurden, dies nun als Vorteil gegenüber Sachgeschäften bei Urnenabstimmungen, welche bei einer Mehrheit von 50,1 Prozent fast genau gleich viele Unzufriedene hinterlässt. Die Beteiligung im Kanton Glarus ist vergleichbar mit Urnenabstimmungen in anderen Kantonen, wo jedoch eine derartige Versammlung von etwa 30 Prozent der Stimmberechtigten undenkbar wäre.